# Nicolò Fagioli
Nicolò Fagioli (12. únor 2001 Piacenza, Itálie) je italský profesionální fotbalista, který hraje na pozici středního záložníka za italský Juventus a za italskou reprezentaci.

## Přestupy
- z Cremonese do Juventus za 650 000 Euro

## Kariéra

### Klubová
V roce 2015 se Fagioli přesunul do akademie Juventusu. V roce 2018 byl Fagioli zařazen do žebříčku 60 nejlepších světových talentů deníku The Guardian.
Dne 27. ledna 2021 Fagioli debutoval za Juventus, když nastoupil v základní sestavě při vítězství 4:0 v Coppa Italia nad SPALem. V Serii A debutoval 22. února 2021, když v 69. minutě nahradil Rodriga Bentancura při domácím vítězství 3:0 nad Crotone.
Dne 31. srpna 2021 byl Fagioli poslán na roční hostování do Cremonese v Serii B. Fagioli zakončil sezonu s celkem třemi góly ve 33 zápasech a pomohl Cremonese k postupu do Serie A.
Dne 10. srpna 2022 prodloužil Fagioli svou smlouvu s Juventusem do roku 2026. 14. září debutoval v Lize mistrů při porážce 2:1 s Benficou. 29. října vstřelil svůj první gól v Serii A při venkovním vítězství 1:0 nad Lecce. O osm dní později se znovu prosadil, tentokráte v utkání proti Interu Milán, když vstřelil gól na 2:0. Poté se Fagioli stal jedním z nejlepších hráčů týmu a získal také ocenění pro nejlepšího hráče Serie A do 23 let.

### Reprezentační
V listopadu 2022 jej trenér Roberto Mancini poprvé povolal do italské reprezentace a 16. listopadu 2022 debutoval za Azzurri v přátelském utkání proti Albánii.

## Statistika
| Sezóna                 | Klub                   | Liga                   | Liga   | Liga | Domácí poháry | Domácí poháry | Domácí poháry | Kontinentální poháry | Kontinentální poháry | Kontinentální poháry | Celkem | Celkem |
| Sezóna                 | Klub                   | Soutěž                 | Zápasy | Góly | Soutěž        | Zápasy        | Góly          | Soutěž               | Zápasy               | Góly                 | Zápasy | Góly   |
| ---------------------- | ---------------------- | ---------------------- | ------ | ---- | ------------- | ------------- | ------------- | -------------------- | -------------------- | -------------------- | ------ | ------ |
| 2018/19                | Juventus U23           | Serie C                | 1      | 0    | -             | 0             | 0             | -                    | 0                    | 0                    | 1      | 0      |
| 2019/20                | Juventus U23           | Serie C                | 5+1    | 0    | -             | 0             | 0             | -                    | 0                    | 0                    | 6      | 0      |
| 2020/21                | Juventus U23           | Serie C                | 19+1   | 1    | -             | 0             | 0             | -                    | 0                    | 0                    | 20     | 2      |
| Celkem za Juventus U23 | Celkem za Juventus U23 | Celkem za Juventus U23 | 27     | 2    | -             | 0             | 0             | -                    | 0                    | 0                    | 27     | 2      |
| 2020/21                | Juventus               | Serie A                | 1      | 0    | IP+IS         | 1+0           | 0             | LM                   | 0                    | 0                    | 2      | 0      |
| 2021/22                | Cremonese              | Serie B                | 33     | 3    | IP            | 0             | 0             | -                    | 0                    | 0                    | 33     | 3      |
| 2022/23                | Juventus               | Serie A                | 26     | 3    | IP            | 3             | 0             | LM+EL                | 2+6                  | 0                    | 37     | 3      |
| 2023/24                | Juventus               | Serie A                | 8      | 0    | IP            | 0             | 0             | -                    | 0                    | 0                    | 8      | 0      |
| 2024/25                | Juventus               | Serie A                | ?      | ?    | IP+IS         | ?+?           | ?             | LM                   | ?                    | ?                    | ?      | ?      |
| Celkem za Juventus     | Celkem za Juventus     | Celkem za Juventus     | 35     | 3    | -             | 4             | 0             | -                    | 8                    | 0                    | 47     | 3      |
| Celkově                | Celkově                | Celkově                | 95     | 8    | -             | 4             | 0             | -                    | 8                    | 0                    | 107    | 8      |

### Reprezentační

#### Statistika na velkých turnajích
| Reprezentace | Rok     | Zápasy             | Zápasy | Zápasy     | Zápasy           | Zápasy           | Zápasy   |
| Reprezentace | Rok     | Fáze turnaje       | Datum  | Soupeř     | Odehraných minut | Vstřelené branky | Výsledek |
| ------------ | ------- | ------------------ | ------ | ---------- | ---------------- | ---------------- | -------- |
| Itálie       | ME 2024 | 3 zápas ve skupině | 24. 6. | Chorvatsko | 9                | 0                | 1:1      |
| Itálie       | ME 2024 | Osmifinále         | 29. 6. | Švýcarsko  | 86               | 0                | 0:2      |

## Úspěchy

### Klubové

#### Národní
- vítěz italského poháru (2x)

Juventus: 2020/21, 2023/24
- vítěz italského superpoháru (1x)

Juventus: 2020

### Reprezentační
- 1× na ME (2024)

### Individuální
- 1× Nejlepší mladý fotbalista italské ligy 2022/23[17]